# Stackelberginia tsharykulievi
Stackelberginia tsharykulievi là một loài ruồi trong họ Asilidae. Stackelberginia tsharykulievi được Lehr miêu tả năm 1964. Loài này phân bố ở vùng Cổ Bắc giới.